# Belisario Salinas
Belisario Salinas Belzu (La Paz, Bolivia; 10 de febrero de 1833-17 de julio de 1893) fue un abogado, docente, diputado y político boliviano. Fue también el quinto vicepresidente de Bolivia desde el 31 de mayo de 1880 hasta el 4 de septiembre de 1884, ocupando el cargo de la «segunda vicepresidencia» durante el gobierno del presidente Narciso Campero Leyes.

## Biografía
Belisario Salinas nació en la ciudad de La Paz el 10 de febrero de 1833. Fue hijo de Esteban Salinas Farrachol y de María Remedios Belzu. Su madre era hermana del presidente Manuel Isidoro Belzu.
En 1846 comenzó sus estudios primarios y en 1851 los secundarios, saliendo bachiller en 1855. Viajó a Europa donde permaneció dos años. En 1857 regresó a Bolivia para continuar con sus estudios superiores, ingresando a la carrera de derecho de la Universidad Mayor de San Andrés (UMSA). Se graduó como abogado el año 1862. El mismo año fue docente del segundo año de derecho de la universidad y profesor del idioma francés en el seminario de La Paz.

## Vida política
Durante el bienio 1863 - 1864 y a sus 30 años de edad, salinas ocupó el cargo de diputado representando a la provincia de Sica Sica en el congreso ordinario del país. 
Fue miembro activo de la junta directiva del colegio de educandas y consejero de la Universidad Mayor de San Andrés. Cabe destacar que Salinas fue muy cercano a su tío el expresidente Manuel Isidoro Belzu, al cual  acompañó fielmente hasta marzo de 1865, cuando debido a una confrontación con las tropas del gobierno por la toma de la presidencia,  Belzu es asesinado por Mariano Melgarejo Valencia en el palacio de gobierno. A la muerte de Belzu, Salinas huyó del gobierno de Melgarejo, ingresando al Perú donde se desempeñó como profesor de francés en el colegio seminario de Puno el año 1868. 
Regresó a Bolivia a la caída de Melgarejo, siendo elegido nuevamente diputado por La Paz y a la vez por la provincia de Pacajes a la constituyente del año 1871,  después fue diputado por Sica Sica a los congresos legislativos de 1872 y 1873, siendo luego nombrado también consejero de estado. 
Salinas ocupó el cargo de prefecto del departamento de La Paz durante los años 1873, 1874 y 1875. 
En 1876, Salinas presentó su candidatura a las elecciones para la presidencia de la república pero viendo en minoría su partido político, retiró su candidatura.

## Vicepresidente de Bolivia
En 1877, durante el gobierno del presidente Hilarión Daza Grosolle, Salinas fue apresado y encarcelado debido a que este se desempeñaba como opositor al gobierno de Daza. Pero cuando se conoció la noticia de la ocupación del litoral boliviano por el ejército chileno el 14 de febrero de 1879, Daza lo liberó. 
Puesto una vez el ejército boliviano en campaña para marchar de La Paz al conflicto bélico que sucedía en el departamento del litoral, Salinas fue nombrado auditor de guerra. Meses después fue una importante figura, siendo uno de los principales personajes que derrocarían al gobierno de Hilarión Daza en plena Guerra del Pacífico. A la vez fue elegido también nuevamente diputado por La Paz a la convención nacional de 1880, presidió la cámara como su presidente dos veces durante sus sesiones. 
Algunos meses después, la convención nacional de 1880, decidió que cada presidente de Bolivia debiera de tener a dos vicepresidentes acompañándolo, según como establecía también la nueva constitución política aprobada ese año. Es por eso que para el gobierno de Narciso Campero Leyes, la convención nacional eligió a Aniceto Arce Ruiz como primer vicepresidente y a Belisario Salinas como segundo vicepresidente.
Durante los años 1881 y 1882, Salinas reemplazaba en el ejercicio del poder ejecutivo al presidente Campero cuando este se ausentaba por motivos de trabajo o de salud por un limitado tiempo. Salinas dejó el cargo de vicepresidente de Bolivia el 4 de septiembre de 1884.

## Últimos años y descendencia
Después de haber permanecido durante 21 años , entre 1863 y 1884,  en la vida pública y política del país, Salinas decide retirarse a la vida privada.
Belisario Salinas falleció en la ciudad de La Paz el 17 de julio de 1893 a los 60 años de edad.
El 13 de agosto de 1863, Belisario Salinas se casó con Benita Solares y tuvieron 3 hijos:
- José Belisario, nacido en 1866.
- César, nacido en 1870.
- María de los Dolores, nacida en 1874.

En su segundo matrimonio con Carlota Heredia Soto tuvo un hijo:
- Alejandro.